# اما ایموس
اِما ایموس (انگلیسی: Emma Amos؛ زادهٔ ۱۸ اوت ۱۹۶۴) بازیگر اهل بریتانیا است.
از فیلم‌ها یا مجموعه‌های تلویزیونی که وی در آن‌ها نقش داشته‌است، می‌توان به تلفات، آدمکشان میدسامر، خانواده من، ورا دریک، خاطرات بریجت جونز و پوآرو اشاره نمود.